# Mammillaria tepexicensis
Mammillaria tepexicensis là một loài thực vật có hoa trong họ Cactaceae. Loài này được J. Meyrán mô tả khoa học đầu tiên năm 1991.